# Sääksjärvi (sjö i Gustav Adolfs, Päijänne-Tavastland)
Sääksjärvi är en sjö i kommunen Gustav Adolfs i landskapet Päijänne-Tavastland i Finland. Sjön ligger 94,6 meter över havet. Arean är 1,53 kvadratkilometer och strandlinjen är 10,69 kilometer lång. Sjön  ingår i Kymmene älvs huvudavrinningsområde.   Den ligger omkring 74 km norr om Lahtis och omkring 170 km norr om Helsingfors. 
Sääksjärvi ligger öster om Hirvijärvi. 